# Montormentier
Montormentier est une ancienne commune française du département de la Haute-Marne en région Grand Est.

## Géographie
Le hameau de Montormentier est situé sur la rive droite de la Vingeanne et du canal Champagne-Bourgogne, à proximité de la frontière départementale.

## Toponymie
Anciennement mentionné : Montremantier (1329), Montormentier (1464), Montormantier (1576), Montourmentié (1715).

## Histoire
En 1789, cette localité fait partie de la province de Champagne dans le bailliage de Langres.
Le 25 février 1971, la commune de Montormentier est rattachée à celle de Percey-le-Petit qui devient Percey-sous-Montormentier. Le 1er mai 1972, la commune de Percey-sous-Montormentier est rattachée à celle de Cusey.

## Démographie
| 1793 | 1800 | 1806 | 1821 | 1831 | 1836 | 1841 | 1846 | 1851 |
| ---- | ---- | ---- | ---- | ---- | ---- | ---- | ---- | ---- |
| 89   | 61   | 86   | 82   | 90   | 94   | 88   | 88   | 102  |

| 1856 | 1861 | 1866 | 1872 | 1876 | 1881 | 1886 | 1891 | 1896 |
| ---- | ---- | ---- | ---- | ---- | ---- | ---- | ---- | ---- |
| 75   | 76   | 65   | 61   | 65   | 60   | 62   | 55   | 45   |

| 1901 | 1906 | 1911 | 1921 | 1926 | 1931 | 1936 | 1946 | 1954 |
| ---- | ---- | ---- | ---- | ---- | ---- | ---- | ---- | ---- |
| 48   | 36   | 44   | 26   | 35   | 45   | 27   | 26   | 24   |

| 1962 | 1968 | - | - | - | - | - | - | - |
| ---- | ---- | - | - | - | - | - | - | - |
| 20   | 16   | - | - | - | - | - | - | - |

## Lieux et monuments
- Église paroissiale Saint-Pierre, bâtie aux alentours de l'an 1100, le clocher date de 1855
- Chapelle seigneuriale de l'Annonciation, dite de Trestondam, élevée au XVe siècle dans l'église
- Cimetière de l'église
- Fontaine du Matelot, édifiée au XIXe siècle